# Micro-région de Fehérgyarmat
La micro-région de Fehérgyarmat (en hongrois : fehérgyarmati kistérség) est une micro-région statistique hongroise rassemblant plusieurs localités autour de Fehérgyarmat.